# Jean de Gisors
Jean de Gisors (…-1220) est un seigneur normand, fondateur supposé de la ville de Portsmouth.

## Biographie
Jean de Gisors était seigneur de la forteresse de Gisors où se tenaient des assemblées traditionnelles entre les rois de France et d’Angleterre et où s’est produite, en 1188, une querelle curieuse concernant l’abattage d’un orme. Cette querelle qui dura une année vit la bataille de Soindres et une partie de la Normandie et du Vexin dévastées.
Jusqu’en 1193, Jean de Gisors était vassal du roi d’Henri II d'Angleterre, puis de Richard Ier. Il possédait également des propriétés en Angleterre, dans le Sussex et le manoir de Titchfield dans le Hampshire. Dans la décennie entre 1170 et 1180, il achète à la famille de Porte le manoir de Buckland dans le Hampshire.
Il est reconnu comme le fondateur de ce qui allait devenir la ville de Portsmouth. La construction de cette ville est redevable à son autorité. Le vieux Portsmouth est clairement une ville planifiée et beaucoup de ce qui a survécu a été probablement conçu par Jean de Gisors selon la grille médiévale en vigueur à l’époque, et qu’on peut également observer dans des villes comme Salisbury.
La chapelle Saint-Thomas, consacrée à Thomas Becket, qui avait passé une grande partie de sa vie à Gisors, est une des premières constructions commandées par Jean de Gisors, qui a donné des terrains dans sa nouvelle ville de Portsmouth aux chanoines du prieuré des Augustins de Southwick pour qu'ils puissent construire une chapelle « en l’honneur glorieux du martyr Thomas de Cantorbéry ». Cette fondation est devenue ce qui est aujourd’hui la cathédrale de Portsmouth.
Le patronage de Jean de Gisors a été interrompu lorsqu’il a payé le prix de son soutien à une révolte manquée en Normandie en 1193 par la cession de toutes ses terres, y compris Portsmouth, à Richard Ier.

## Son contexte historique
- 13 - 21 janvier 1188 : assemblée féodale entre Gisors et Trie-Château dans le Vexin[1]. Philippe II Auguste, Henri II d’Angleterre et le comte de Flandre s’engagent pour la troisième croisade, avec de nombreux barons. Ils conviennent de distinguer leurs hommes par couleurs. La croix de gueules (rouge) est attribuée aux Français, d’argent (blanc) aux Anglais et de sinople (vert) aux Flamands.
- 15 août 1188 : échec d’une entrevue entre Henri II et Philippe Auguste entre Gisors et Trie ; le 18, les hommes de Philippe Auguste abattent l’orme séculaire qui marque la frontière de la Normandie et où se fait l’hommage « en marche » (qui reconnait l’égalité des deux parties)[2]}.
- 7 octobre : nouvelle entrevue d’Henri II et de Philippe Auguste à Châtillon-sur-Indre, qui est un échec[2].
- 18 novembre : nouvelle entrevue d’Henri II et de Philippe Auguste à Bonsmoulins ; une trêve est enfin négociée par le légat du pape Henri de Marcy jusqu’au 13 janvier 1189. Les négociations portent sur le mariage de Richard Cœur de Lion et d’Adèle de France et que Richard reçoive en propre la Touraine, l’Anjou, le Maine et la Normandie. A l’issue de la rencontre, Richard fait hommage au roi de France pour les fiefs dépendant de la couronne de France[2],[3]. Henri de Marcy excommunie Richard, qui s’étant ligué avec le roi de France contre son père, fait obstacle au départ en croisade des deux rois[4].